# モロチナ川
モロチナ川（モロチナがわ、ウクライナ語: Молочна）またはトクマク川（トクマクがわ、ウクライナ語: Токмак）は、ウクライナ・ザポリージャ州を流れる川である。

## 地理
全長197km、流域面積3450km²、水源は同州モロチャンシク内にあり、アゾフ海に接するモロチナ潟に流入する。この一帯はホシハジロ、アオガンの生息地とメナダ、ヨーロッパヌマガレイの産卵場であり、1997年にラムサール条約登録地となった。
流域の市（місто）としてはモロチャンシク、トクマク、メリトポリがある。

## 名称
中世の年代記に言及されるステニ川（ステニ川の戦い）は、モロチナ川にあたるとされている。また、現在の別称として、ノガイ族によって名づけられた、トクマクという名で呼ばれることもある。なお、モロチナとはミルクを意味し、一説には、川の周辺の牧草が、豊富な搾乳量の助力となっていたことに由来するという説がある。

## 支流
- クルクラク川（ロシア語版）
- チィンフル川（ロシア語版）
- クロシャヌィ川（ロシア語版）
- ユシャンルィ川（ロシア語版）
- アラブカ川（ロシア語版）